# Боровский, Николай Дмитриевич
Николай Дмитриевич Боровский (25 июля 1936 — 27 октября 2009) — советский и украинский промышленник, депутат городского совета Одессы, руководитель Одесского специализированного управления экскавации, почётный гражданин Одессы.

## Биография
Николай Боровский родился 25 июля 1936 года в селе Ясиново (Одесская область), был старшим из троих детей Дмитрия и Марии Боровских. Отец погиб на войне в 1944 году под Краковом. После окончания сельской средней школы № 2 служил в Советской армии.
В 1963 году окончил факультет строительства дорог и аэродромов Харьковского автомобильно-дорожного института, был направлен на работу в Одесское специализированное управление экскавации. Начал механиком по ремонту дорожно-строительных машин, с 1964 года — начальник участка, спустя два года — главный инженер, а с 1972 года — начальник управления, в 1995 году избран председателем правления ОАО «Одесское специализированное управление экскавации».
Первым масштабным проектом, в реализации которого принял участие Боровский, стала реконструкция моста Строганова. Николай Боровский непосредственно участвовал в строительстве и реконструкции ряда инфраструктурных объектов Одессы: строительство Ивановского путепровода в 60-х годах и его реконструкция в начале 90-х, строительство моста Одесса — Бахмач, Овидиопольского путепровода, промышленные объекты на заводах «Одессельмаш», «Краян», «Центролит», «Прессмаш», «Кислородмаш», «Микрон» и ряде других крупных объектов, в том числе Одесском припортовом заводе.
Работа Боровского по строительству Одесского припортового завода была отмечена орденом Трудового Красного Знамени. Николай Боровский награждён медалью «За трудовую доблесть», за строительство санатория «Куяльник», отмечен Почётной грамотой Президиума Верховного Совета УССР.
Боровский руководил работами по укреплению Объездной дороги между Куяльницким и Хаджибейским лиманами, по реконструкции Привокзальной площади, магистрали М. Жукова и Глушко. При его участии реконструированы: транспортная развязка по магистрали М. Грушевского, Бреуса, Толбухина, Промышленная. Одним из наиболее важных объектов стала трасса международного значения Киев — Одесса.
В последние годы Боровский руководил реализацией таких инфраструктурных проектов, как строительство КНС-10А, реконструкция улиц Атамана Головатого, Разумовской, Сегедской, улицы Успенской, Николаевской дороги, площади возле автовокзала и прочих. Боровский возглавлял координационный штаб по строительству путепровода «Поездной» и подъездных путей к нему, реконструкцией улицы Балковской.
Также Боровский занимался научно-исследовательской работой. Кандидат технических наук (1989), академик Украинской академии строительства, автор 48 научных трудов.
Николай Боровский девять раз избирался депутатом Одесского городского совета, на протяжении нескольких созывов возглавлял комиссию по ЖКХ, в V созыве был председателем комиссии по землеустройству и земельным правоотношениям, на протяжении двух созывов возглавлял комиссию по анализу материального состояния граждан.
Значительный вклад Боровского в развитие Одессы отмечен Почётными знаками отличия городского головы «Благодарность», «За заслуги перед городом», «Знак Почёта», орденом Г. Маразли III степени.
Учитывая масштабные заслуги и личный вклад Боровского в развитие экономического, научно-технического и строительного потенциала Одессы, высокий профессионализм и личную ответственность, многолетнюю благотворительную и общественную деятельность, а также широкое признание жителей города, в 2008 году решением Одесского городского совета ему было присвоено звание «Почётный гражданин города Одессы».
Умер 27 октября 2009 года. В его честь была переименована часть улицы Промышленной.